# Landesbeauftragter zur Aufarbeitung der Folgen der kommunistischen Diktatur
Der Landesbeauftragte zur Aufarbeitung der Folgen der kommunistischen Diktatur (LAkD) berät Menschen in Brandenburg, die während der Zeit der sowjetischen Besatzung und der anschließenden DDR-Zeit von Verfolgung unmittelbar oder mittelbar betroffen waren. Gleichzeitig soll er über die Wirkungsweisen und Auswirkungen der Diktatur unterrichten.

## Hintergrund

### Brandenburgisches Aufarbeitungsbeauftragtengesetz
Am 7. Juli 2009 verabschiedete der brandenburgische Landtag in einer seiner letzten Sitzungen der Wahlperiode das Gesetz über den Beauftragten des Landes Brandenburg zur Aufarbeitung der Folgen der kommunistischen Diktatur (Brandenburgisches Aufarbeitungsbeauftragtengesetz – BbgAufarbBG –, GVBl. I/09, Nr. 09, S. 190). Während in den restlichen Neuen Bundesländern schon Anfang der 1990er Jahre ein solches Amt eingerichtet worden war, zog Brandenburg unter der Großen Koalition nach fast zwei Jahrzehnten nach. In der Amtsbezeichnung des brandenburgischen Beauftragten kamen damals die tatsächlichen Aufgaben der Behörde stärker zum Ausdruck als in den Bezeichnungen der Landesbeauftragten für die Unterlagen des Staatssicherheitsdienstes der ehemaligen DDR; mittlerweile sind alle anderen fünf Landesbeauftragten nach § 38 StUG umbenannt: "zur Aufarbeitung der SED-Diktatur" bzw. "für die Aufarbeitung der SED-Diktatur".

### Zum politischen Kontext

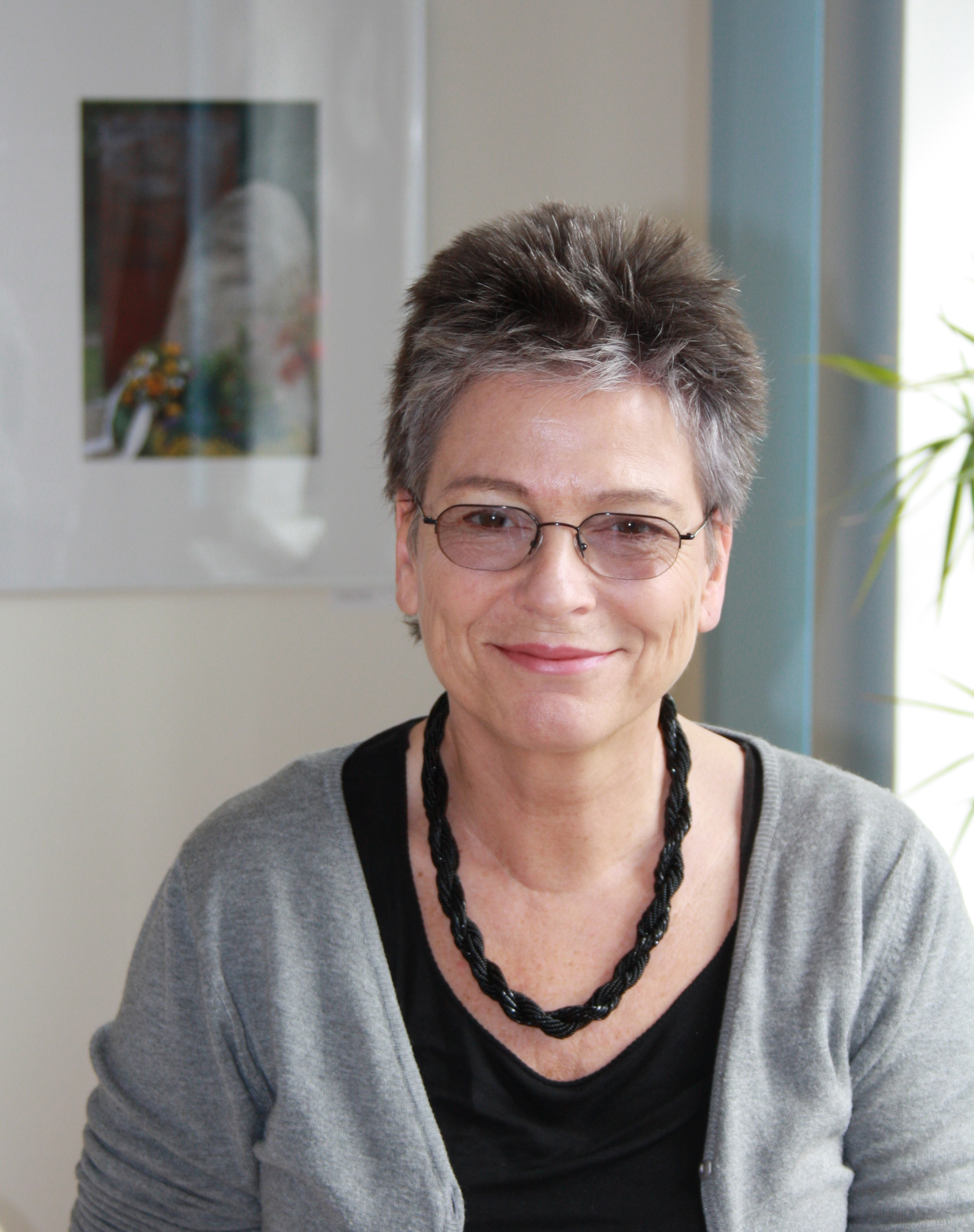
Die erste Aufarbeitungsbeauftragte, Ulrike Poppe

Nach der Landtagswahl im Herbst 2009 und der Bildung einer Regierungskoalition von SPD und Die Linke (Kabinett Platzeck III) wurde befürchtet, dass eine kritische Auseinandersetzung mit der SED-Diktatur und ihren Folgen noch mehr in den Hintergrund geraten könnte. Nach der friedlichen Revolution hatte der „Brandenburger Weg“ der Regierungen unter Ministerpräsident Manfred Stolpe (Kabinette I, II und III, November 1990 bis Juni 2002) bereits zu Versäumnissen in der Aufarbeitung geführt. Trotz eines zur Vergangenheitspolitik Stellung nehmenden Abschnitts im Koalitionsvertrag geriet die Glaubwürdigkeit der rot-roten Regierung hinsichtlich einer entschlossenen DDR-Aufarbeitung erneut ins Wanken, als die Tätigkeit mehrerer Abgeordneter der Linkspartei für die Stasi zunehmend die Berichterstattung der Medien dominierte. Vor diesem Hintergrund waren die baldige Einsetzung eines Aufarbeitungsbeauftragten, die Bereitschaft aller Landtagsabgeordneten, sich nach dem Stasi-Unterlagengesetz überprüfen zu lassen, sowie die Einrichtung einer Enquête-Kommission zur „Aufarbeitung der Geschichte und Bewältigung von Folgen der SED-Diktatur und des Übergangs in einen demokratischen Rechtsstaats im Land Brandenburg“ ein wichtiger Ausdruck der allgemeinen Bereitschaft des Landtags, sich der Vergangenheit zu stellen.

### Berufung von Ulrike Poppe
Am 17. Dezember 2009 wurde auf Vorschlag des Ministerpräsidenten Matthias Platzeck die ehemalige DDR-Oppositionelle und Bürgerrechtlerin Ulrike Poppe für sechs Jahre einstimmig vom Landtag zur ersten Landesbeauftragten gewählt. Am 22. Februar 2010 trat sie ihre Stelle an. Ihre feierliche Amtseinführung fand am 23. März 2010 durch den Präsidenten des Landtags, Gunter Fritsch (SPD), im Potsdamer Schloss Cecilienhof statt. 

### Erste Änderung des Aufarbeitungsbeauftragtengesetzes
Nach dem Inkrafttreten des Aufarbeitungsbeauftragtengesetzes wurde der Landesbeauftragte gemäß §13 Landesorganisationsgesetz dem Ministerium für Bildung, Jugend und Sport (MBJS) unterstellt. Am 26. Februar 2010 beschloss der Landtag jedoch die erste Änderung des Gesetzes, mit der dieser nach Art. 74 der Landesverfassung der Zuständigkeit des MBJS entzogen und dem Präsidenten des Landtags unterstellt wurde. Er ist seitdem eine Einrichtung des brandenburgischen Landtags und muss diesem gemäß §4 des Gesetzes alle zwei Jahre Bericht über seine Tätigkeit zu erstatten. Durch diesen Schritt sollte die Unabhängigkeit des Landesbeauftragten von der jeweiligen Regierung noch stärker gewährleistet werden.

### Berufung von Maria Nooke
Der Landtag des Landes Brandenburg wählte am 29. Juni 2017 Maria Nooke zur neuen Landesbeauftragten zur Aufarbeitung der Folgen der kommunistischen Diktatur; ihre Amtszeit begann im Oktober 2017.

## Aufgaben

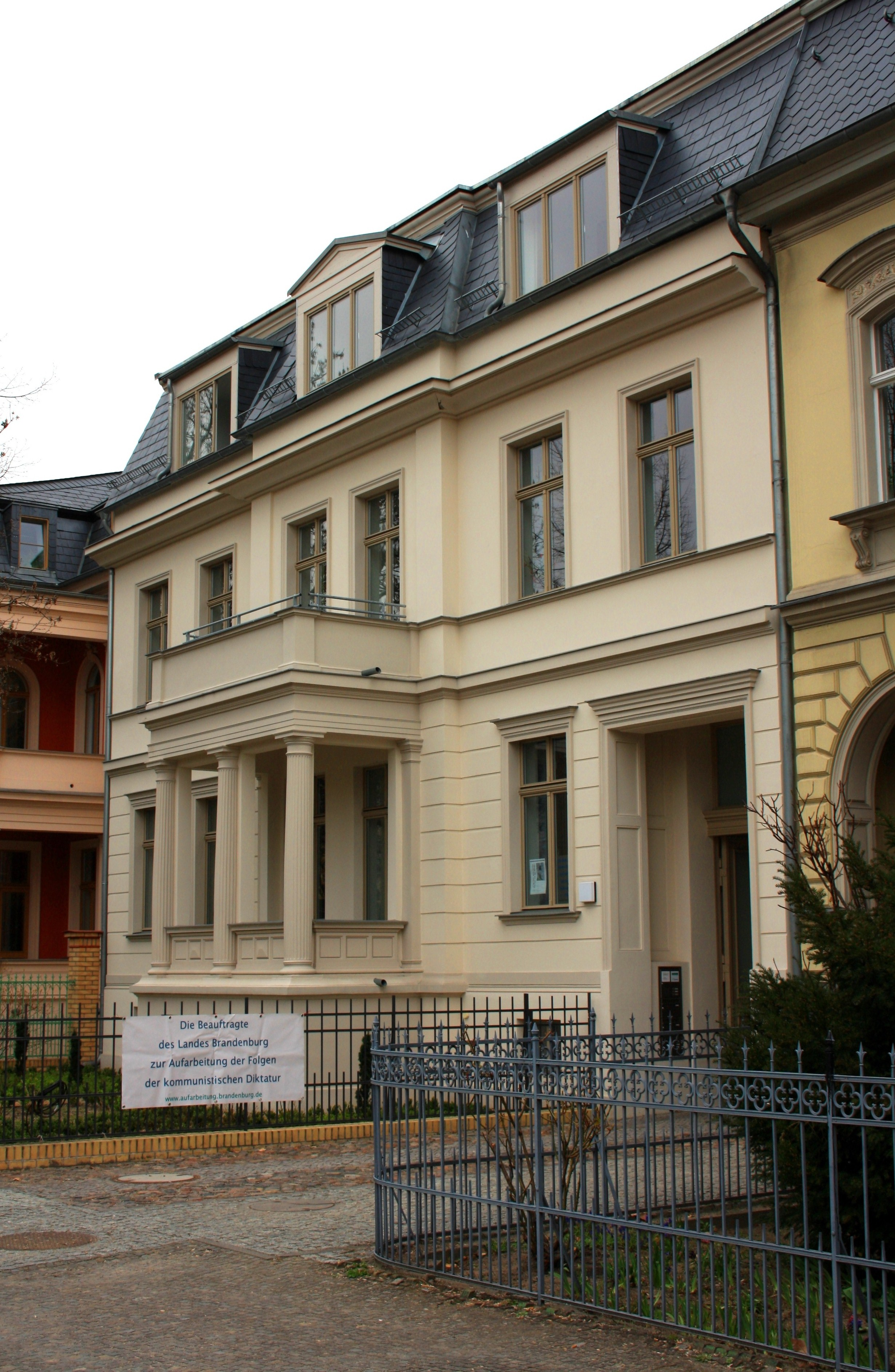
Der Sitz des LAkD in der Potsdamer Innenstadt (Hegelallee 3).

In Abs. 2 des Aufarbeitungsbeauftragtengesetzes werden die Aufgaben des Landesbeauftragten benannt. Sie lassen sich in drei Komplexen zusammenfassen. 

### Bürgerberatung
Alle Bürger im Land Brandenburg, die zum Umgang mit der Geschichte von SBZ und DDR Rat suchen, können sich an die Landesbeauftragte wenden. Dies sind z. B. jene, die Unterstützung bei der Wahrnehmung ihres Rechts auf Einsicht in über sie angelegte Unterlagen des Ministeriums für Staatssicherheit (MfS) gemäß §§13–17 des Stasi-Unterlagengesetzes suchen. Vor allem von 1945 bis 1989 politisch Verfolgte und deren Angehörige werden in Fragen der Rehabilitierung, der Entschädigung und des Rentenausgleichs nach den SED-Unrechtsbereinigungsgesetzen beraten. Bei gesundheitlichen Verfolgungsschäden werden sie zudem in der Vermittlung von psychosozialen Hilfen unterstützt.

### Politisch-historische Aufarbeitung
Dieser Bereich umfasst die Aufklärung der Öffentlichkeit über die Wirkungsweise diktatorischer Systeme mit besonderer Berücksichtigung der kommunistischen Diktatur in SBZ und DDR. Dies geschieht u. a. in Zusammenarbeit mit Opferverbänden, Aufarbeitungsinitiativen, Bildungseinrichtungen und Gedenkstätten. 

### Beratung öffentlicher Stellen
Hierzu gehört die Beratung von Einrichtungen des Landes und anderen öffentlichen Institutionen im Umgang mit Akten des Ministeriums für Staatssicherheit der DDR (MfS) und bei der Überprüfung ihrer Mitarbeiter und Stellenbewerber auf eine Zusammenarbeit mit dem MfS.

## Erster Tätigkeitsbericht
Am 15. März 2012 überreichte die Landesbeauftragte Ulrike Poppe dem Landtagspräsidenten Fritsch im Landtag ihren ersten Tätigkeitsbericht.
Dem Bericht zufolge haben zum Zeitpunkt der Arbeitsaufnahme der Landesbeauftragten die größten Defizite in der Beratung von Benachteiligten und Verfolgten der DDR gelegen, bei der aufgrund der besonderen Brandenburger Geschichte Nachholbedarf bestanden habe. Im Berichtszeitraum wandten sich insgesamt 1977 Hilfesuchende an die LAkD. Immer noch haben jedoch viele der zunehmend älteren Betroffenen Angst vor dem langwierigen Antragsverfahren auf Anerkennung ihrer politischen Verfolgung und ihrer gesundheitlichen Folgeschäden. Hier arbeite die Landesbeauftragte mit den Reha-Behörden zusammen und setze sich für eine größere Sensibilität gegenüber den Antragstellern sowie für eine Umkehr im Beweisverfahren ein (d. h., dass die Beweislast bei der Behörde liegt, wenn diese einen Gesundheitsschaden nicht als Folge erlittener Repression anerkennt). 
Darüber hinaus gibt der Bericht Auskunft über die von der Landesbeauftragten geförderten Initiativen (z. B. Programm „Zeitensprünge“ der Stiftung Demokratische Jugend, Menschenrechtszentrum Cottbus e.V.) und ihre Zusammenarbeit mit Institutionen wie der Fachhochschule Potsdam im Rahmen eines Projekts zur Sammlung von Zeitzeugenerinnerungen, verschiedenen Opferverbänden oder der BStU.